# Crisia maxima
Crisia maxima is een mosdiertjessoort uit de familie van de Crisiidae. De wetenschappelijke naam van de soort is voor het eerst geldig gepubliceerd in 1910 door Robertson.